# Divina, está en tu corazón
Divina, está en tu corazón (Love Divina) es una telenovela juvenil argentina-mexicana, coproducida por Pol-ka Producciones y Televisa. Desde su debut el 13 de marzo de 2017 en Argentina (Canal 13),ha sido emitida en diferentes países de Europa y América Latina entre 2017 y 2019.
Estuvo protagonizada por la actriz y cantante argentina Laura Esquivel y por el actor mexicano Manuel Masalva.
Love Divina no contó con el apoyo del público en Argentina, dejando un final abierto debido a la idea inicial de desarrollar una segunda temporada, la cual fue descartada por la productora. 
Cuando la novela fue estrenada en el exterior, cosechó un gran éxito internacional gracias al reconocimiento de Laura Esquivel y el fenómeno que causó su presencia en televisión y giras musicales, entre 2007 y 2011, en los países de Europa. La actriz y cantante volvió al continente europeo para promocionar la telenovela, ofreciendo shows para los medios y encuentros con fans, acompañada de una amplia gama de merchandising de Love Divina.
A pesar de los óptimos resultados en el exterior, la producción en Argentina ya había sido paralizada para comenzar con el proyecto Simona, generando en el público europeo descontento y manifiesto por una segunda temporada de Love Divina.

## Sinopsis
Divina (Laura Esquivel) es una joven huérfana que se crio en la calle. Perdió a su madre cuando tenía 12 años. Vive en una casa de un barrio muy carenciado junto a otros chicos abandonados, a quienes ha prometido cuidar frente a una realidad que se presenta muy adversa. Una asistente social intentará llevarse a los chicos a un orfanato. Divina intenta evitarlo, pero la ley no entiende de amor incondicional. Ante la posibilidad de perder lo que más ama, Divina no tendrá opción: esconderá a los chicos con el fin de mantenerse unidos.
La joven se cruza con Irene (Nora Cárpena), una mujer millonaria que está a punto de ser “embestida” por un camión. La señora adinerada no es otra que la abuela de Divina, quien (luego de una serie de averiguaciones) ha dado con el paradero de su nieta perdida y montará la escena con el solo hecho de acercarse a ella y darle la vida que tanto se merece. Luego de “ser salvada”, Irene busca convence a Divina para que vuelva al hogar del que fue arrancada. Pero la joven no está dispuesta a dejar a sus amigos de lado. Así, la abuela busca por todos los medios recuperar a su nieta, aunque eso implique rescatar también a sus “hermanos del corazón”.

## Reparto

### Principal
- Laura Esquivel como Divina Correa
- Manuel Masalva como Felipe
- Ingrid Martz como Brisa
- Harold Azuara como Axel
- Ale Müller como Catalina
- Vanesa Butera como Soraya
- Nora Cárpena como Irene
- Matías Mayer como Pierre
- Thelma Fardin como Yanina
- Jenny Martínez como Sofía
- Julieta Vetrano como Melina "Meli"
- Gabriel Gallichio como Ciro
- Marcelo D'Andrea como Fidel
- Abril Sánchez como Jazmín
- Camila Zolezzi como Olivia
- Leonel Hucalo como Lorenzo "Lolo"

### Recurrente
- Bruno Giganti como Bruno Garrido
- Gonzalo Gravano como Rocco
- Camila Riveros como Daniela
- Josefina Galli como Camila
- Jorge Nolasco (†) como Gianfranco Mendoza
- Marcelo Zamora como Francisco "Fran"
- Justina Ceballos como Justina
- Giuliana Scaglione como Lucía
- Martín Pavlovsky como Mark
- Fernando Carrillo como Luis Correa
- Heinz Krattiger como Frank Cunningham
- Carolina Darman como Vendedora
- Malena Narvay como Cecilia
- Andrea Lovera como Asistente Social
- Gaby Barrios como Ana
- Fabián Caero como Tito
- Iván Esquerre como Hugo
- Junior Pisanú como Lucas
- Gustavo Monje como Willy
- Gonzalo Suárez como Mike
- Gastón Cocchiarale como Leo
- Matías Cardozo como Bingo
- Paloma Sirvén como Delfina
- Cumelén Sanz como Tamara
- Juan Ignacio Di Marco como Benjamín Pérez Zabala
- Guido Simonetti como Doctor
- Judith Kovalovsky
- Adriana Ferrer
- Bianca Olivetti
- Luciana Ulrich
- Eduardo Narvay
- Gisela Soto
- Agustín Suárez
- Ananda Bredice
- Facundo Bustamante
- Bautista Lena
- Federico Venzi
- Julia Azar
- Martina Iglesias
- Juana Mía Bosco
- Natalia Isaia
- Natalia Giardineri
- Karina Fernanda Scheps
- Mario Campodonico
- Ignacio Pérez Roca
- Matias Fuentes Sanchez
- Nicolás Ramírez
- Mariano Sosa
- Sebastián Pozzi
- Matías Emanuel Goiriz
- Fiorella Tucci Hiriart
- Lucía Alegría Yanes Benchimol
- Argentino Miguel Molinuevo
- Martina Armas Estevarena
- Juan Pablo González
- Claudio Capalvo

## Merchandising
- En Argentina se comercializó el CD de la banda sonora, el álbum de figuritas, el libro de oro y el perfume.
- En México se comercializó el CD de la banda sonora, cuadernos, mochilas, estuches, bolsitos, el juego ¡El gran concierto! y los muñecos de Divina y Felipe.
- En Italia se comercializó el CD de la banda sonora, los libros el diario secreto, la novela y descubre tu talento (en italiano). También se comercializó la revista oficial de la serie y el álbum de figuritas.
- En Francia & Bélgica se comercializó el CD de la banda sonora, cuatro libros de lectura, dos libros de actividades, el libro póster, la guía oficial y el diario íntimo (en francés). También se comercializó el primer volumen de la serie en DVD (con el audio en francés).

## Desarrollo
Pol-ka, la productora que es propiedad de Adrián Suar (Director de Programación de El trece), y Televisa renuevan su alianza (llevan trabajando juntos desde hace una década) firman un nuevo acuerdo de 4 años que implica producir 4 series o telenovelas, una por año, que se emitirán de manera diaria, tanto en Argentina, por El trece, como en México, de donde es Televisa, además de canales del mercado internacional con quienes ambas empresas habitualmente negocian, ya que la intención de Pol-Ka con Televisa es generar contenidos que tengan un alcance global.
Las grabaciones comenzaron el 1 de junio, y finalizaron a finales de octubre de 2016. El guion estuvo a cargo de Mario Schajris, mismo creador que Patito Feo, serie que contaba también con Laura Esquivel como protagonista. Por otro lado, el tráiler se estrenó el 6 de noviembre de 2016.

## Transmisión
| País           | Cadena             | Emisión                 | Descripción |
| -------------- | ------------------ | ----------------------- | --- |
| Argentina      | Canal 13           | 13 de marzo de 2017     | * Se estrenó el 13 de marzo de 2017 a las 18:00 horas. * Continuó sábados de 11:30 a 13:00 horas, finalizó el 15 de julio de 2017.                                                                                            |
| Argentina      | Cablevisión Flow   | 14 de marzo de 2017     | * La serie se incluyó en la plataforma Cablevisión Flow los 60 episodios completos. |
| Argentina      | Volver             | 9 de septiembre de 2019 | * Se estrenó el 9 de septiembre de 2019 en el horario de las 19:00 por Volver hasta el 29 de noviembre de 2019, tras el final de la tira juvenil fue sustituido por Las Estrellas.                                            |
| Estados Unidos | UniMás             | 19 de junio de 2017     | * Se estrenó en Estados Unidos el lunes 19 de junio de 2017 a las 3pm/2c por UniMás. |
| Italia         | Super!             | 5 de junio de 2017      | * Se estrenó en Italia el lunes 5 de junio de 2017 a las 14:10 horas por el canal infantil Super!. |
| Francia        | France 4           | 22 de octubre de 2017   | * Se estrenó en Francia el domingo 22 de octubre de 2017 a las 17:50 horas por France 4. * La serie se retransmitió en su totalidad y sin interrupción por France Ô, desde el 4 de marzo de 2019 hasta el 23 de mayo de 2019. |
| Bélgica        | La Trois           | 2 de abril de 2018      | * Se estrenó en Bélgica el lunes 2 de abril de 2018 a las 12:35 horas por La Trois en el bloque para niños OUFtivi, durante las vacaciones de Pascua.                                                                         |
| México         | Canal 5            | 3 de julio de 2017      | * Se estrenó el 3 de julio de 2017 por Canal 5* de Televisa, a las 15:00 horas. * Domingos de 10:00 a 12:00 horas hasta el 26 de noviembre de 2017.                                                                           |
| México         | Blim               | 14 de abril de 2017     | * La plataforma Blim estrenó los 60 episodios de la serie. |
| Uruguay        | Teledoce           | 13 de marzo de 2017     | * Se estrenó el mismo día que en Argentina. |
| Colombia       | Caracol Televisión | 3 de noviembre de 2018  | * Se estrenó el sábado 3 de noviembre de 2018 a las 9:30 horas por Caracol Televisión en el bloque para niños Yo tengo el control.                                                                                            |
| Colombia       | Citytv             | 22 de febrero de 2021   | * Se estrenó el lunes 22 de febrero de 2021 a las 17:00 horas por Citytv en Colombia. Finalizó el viernes 7 de mayo de 2021.                                                                                                  |

## Banda sonora
La banda sonora del álbum de Love Divina fue lanzada el 17 de marzo de 2017, por la discográfica Universal Music Argentina.

### Canciones
La banda sonora del álbum de Love Divina está formada por Laura Esquivel y Manuel Masalva. El 13 de agosto de 2016 se estrenó en el programa Un sol para los chicos el primer sencillo del álbum "Corazón de Terciopelo" interpretada por Laura Esquivel y "Como Tú" interpretada por Laura Esquivel y Manuel Masalva. "Soy Divina", fue escrita por Eduardo Frigerio, Fernando López Rossi, Federico San Millan y Mario Schajris; se estrenó el 6 de noviembre de 2016 en el tráiler de la serie, y Divina es interpretada por Laura Esquivel. El 24 de febrero de 2017 se estrenaron "Como Tú" interpretada por Laura Esquivel y Manuel Masalva, "Sé Que Volaré" y "Desperté" interpretadas por Laura Esquivel.  El 23 de marzo de 2017 se estrenaron "Disfruta La Vida"; "Todo Empieza" y "Vale Imaginar", interpretadas por Laura Esquivel. El 4 de abril de 2017 se estrenaron "Algo Mejor"; "Amar Es Amar" y "Mariposa", interpretadas por Laura Esquivel.

### Lista de Canciones
1. Soy Divina
2. Algo Mejor
3. Como Tú
4. Corazón de Terciopelo
5. Desperté
6. Mariposa
7. Porque Estás En Mi Corazón
8. Sé Que Volaré
9. Te Bajaré La Luna
10. Todo Empieza
11. Vale Imaginar
12. Amar Es Amar
13. Disfruta La Vida

### Historial de lanzamiento
| País      | Fecha                 | Formato               | Discográfica              |
| --------- | --------------------- | --------------------- | ------------------------- |
| Argentina | 17 de marzo de 2017   | CD y Descarga digital | Universal Music Argentina |
| México    | 26 de junio de 2017   | CD                    | Universal Music México    |
| Italia    | 7 de julio de 2017    | CD                    | Warner Music Italia       |
| Francia   | 23 de febrero de 2018 | CD                    | Warner Music France       |

## Premios y nominaciones
| Año  | Premiación                    | Categoría                  | Nominado(s)                | Resultado |
| ---- | ----------------------------- | -------------------------- | -------------------------- | --------- |
| 2017 | Premios Tato                  | «Mejor Ficción Infantil»   | Divina, está en tu corazón | Ganador   |
| 2017 | Kids' Choice Awards Argentina | «Actor Favorito»           | Harold Azuara              | Nominado  |
| 2017 | Premios Notirey               | «Influencer en Televisión» | Gonzalo Gravano            | Nominado  |
| 2018 | Premios Martín Fierro         | «Mejor Infantil/Juvenil»   | Divina, está en tu corazón | Nominado  |